# Carazziella spongilla
Carazziella spongilla är en ringmaskart som beskrevs av Sato-Okoshi 1998. Carazziella spongilla ingår i släktet Carazziella och familjen Spionidae. Inga underarter finns listade i Catalogue of Life.